# Acaríase
A acaríase é uma afecção parasitária que os ácaros causam em animais e homens, mormente pelos carrapatos.
A sarna e a acaríase do trigo são as mais conhecidas.